# Wicehrabia Midleton
Wicehrabiowie Midleton 1. kreacji (parostwo Irlandii)
- 1717–1728: Alan Brodrick, 1. wicehrabia Midleton[1]
- 1728–1747: Alan Brodrick, 2. wicehrabia Midleton
- 1747–1765: George Brodrick, 3. wicehrabia Midleton
- 1765–1836: George Brodrick, 4. wicehrabia Midleton[2]
- 1836–1848: George Alan Brodrick, 5. wicehrabia Midleton
- 1848–1863: Charles Brodrick, 6. wicehrabia Midleton
- 1863–1870: William John Brodrick, 7. wicehrabia Midleton
- 1870–1907: William Brodrick, 8. wicehrabia Midleton
- 1907–1942: William St John Fremantle Brodrick, 1. hrabia Midleton i 9. wicehrabia Midleton[3]
- 1942–1979: George St John Brodrick, 2. hrabia Midleton i 10. wicehrabia Midleton
- 1979–1988: Trevor Lowther Brodrick, 11. wicehrabia Midleton
- 1988 -: Alan Henry Brodrick, 12. wicehrabia Midleton

Najstarszy syn 12. wicehrabiego Midleton: Ashley Rupert Brodrick